# Anderstorps Stormosse
Anderstorps Stormosse är ett naturreservat i Anderstorps och Båraryds socknar i Gislaveds kommun och Källeryds socken i Gnosjö kommun i Jönköpings län som inrättades 2009.
Detta myrmarksområde omfattar hela 1 937 hektar har ett speciellt växt- och djurliv med flera våtmarksberoende arter. Reservatet har många häckande vadarfåglar. Här finns enkelbeckasin, ljungpipare, storspov, småspov, gluttsnäppa, trana, orre och grönbena. På Stormossen finns ett flera myrholmar med mycket gammal skog.